# Список банков, лишённых лицензии в 2023 году (Россия)
В список включены все кредитные организации России, у которых в 2023 году была отозвана или аннулирована лицензия на осуществление банковской деятельности.
За 2023 год Центральный банк Российской Федерации аннулировал лицензии у 3 банков, что является минимальным значением за всю историю существования Банка России.

## Легенда
В связи с минимумом строк список не разбивался по кварталам (как это было сделало в предыдущие годы).
Таблица:
- Дата — дата отзыва/аннулирования лицензии.
- Приказ — номер приказа или иного документа об отзыве/аннулировании лицензии.
- Регион — населённый пункт или регион регистрации банка.
- АСВ — является ли кредитная организация участником системы страхования вкладов.
- Причины — основные причины отзыва или аннулирования лицензии.

Сокращения:
- АБ — акционерный банк.
- АО — акционерное общество.
- КБ — коммерческий банк.
- НКО — небанковская кредитная организация.
- ООО — общество с ограниченной ответственностью.
- ПАО — публичное акционерное общество.
- РНКО — расчётная небанковская кредитная организация.

Выделение строк цветом:
- — выделение светло-зелёным цветом означает, что лицензия организации была аннулирована.
- — выделение светло-жёлтым цветом означает, что лицензия организации была отозвана.

## 2, 3 кварталы
В разделе приведены все кредитные организации, у которых во 2-м, 3-м кварталах 2023 года была отозвана или аннулирована лицензия.
| Наименование    | Основ. | Лиц. | Дата       | Приказ        | Регион                    | АСВ | Причина                                                                                            | Прим.       |
| --------------- | ------ | ---- | ---------- | ------------- | ------------------------- | --- | -------------------------------------------------------------------------------------------------- | ----------- |
| ООО «ОЗОН Банк» | 2013   | 3516 | 12.04.2023 | 2237703231820 | Москва                    | Да  | Прекращение деятельности в порядке добровольной ликвидации. Присоединен к «Еком банк».             | [ 3 ] [ 4 ] |
| АО «МИнБанк»    | 1990   | 912  | 01.05.2023 | 2237703744320 | Москва                    | Да  | Прекращение деятельности в порядке добровольной ликвидации. Присоединен к «Промсвязьбанк».         | [ 5 ] [ 6 ] |
| ООО «Фибабанк»  | 2013   | 3519 | 14.07.2023 | 2237706534734 | Химки, Московская область | Нет | Прекращение деятельности в связи с реорганизацией в форме присоединения к АО «Кредит Европа Банк». | [ 7 ] [ 8 ] |

### Комментарии
1. ↑  По инициативе Банка России, согласно требований статьи 20 Федерального закона «О банках и банковской деятельности».
2. ↑  По инициативе собственников компании или в порядке её реорганизации.